# Tesig járás
Tesig járás (mongol nyelven: Тэшиг сум) Mongólia Bulgan tartományának egyik járása. Területe 7620 km². Népessége kb. 3700 fő.
Székhelye Tesig (Тэшиг), mely 246 km-re északnyugatra fekszik Bulgan tartományi székhelytől.